# 夜蛙属
夜蛙属（学名：Nyctimantis）为雨蛙科的一个属。

## 下属物种
本属包括以下物种：
- Nyctimantis arapapa
- Nyctimantis rugiceps Boulenger, 1882[2]